# André Aliker
Pour les articles homonymes, voir Aliker (homonymie).
André Aliker, né le 10 février 1894 au Lamentin, en Martinique, et retrouvé mort ligoté le 12 janvier 1934 à Case-Pilote, est un journaliste et militant communiste martiniquais. La mort d'Aliker est un détonateur pour le mouvement ouvrier en Martinique.

## Biographie
André Aliker est né le 10 février 1894 dans le quartier Roches-Carrées, sur la commune du Lamentin en Martinique. Issu d'une famille d’ouvriers agricoles, il est frère de Pierre Aliker. Il suit ses études à l’école du bourg. Durant la Première Guerre mondiale, il se porte volontaire. Sa citation à l'ordre du régiment souligne : « modèle parfait de dévouement et de courage. Toujours volontaire pour les missions les plus périlleuses au cours desquelles il entraîne ses hommes par son allant, son mépris du danger ».
De retour au pays en 1918, il travaille dans une épicerie à Fort-de-France, rue Blénac, puis s’installe ensuite à son compte dans le commerce de gros et demi-gros. 
Militant, il est membre du groupe communiste Jean Jaurès, et animateur du syndicat des employés de commerce. Parallèlement, il se passionne pour le journalisme, y voyant un moyen de dénoncer la situation sociale des ouvriers agricoles. Il est rédacteur en chef, correcteur et diffuseur du journal Justice, l’organe de presse du Parti communiste en Martinique, fondé par Jules Monnerot. La première édition du journal date du 8 mai 1920.

## Affaire Aubéry et assassinat
Un jour de 1933, il apprend qu’Eugène Aubéry, l’un des békés les plus puissants de l’île, est au cœur d’un vaste scandale financier mêlant fraude fiscale et corruption de magistrat. Il dévoile alors l'affaire dans le journal. Le gendre Aubéry se rend chez Aliker pour tenter de le corrompre ; ce dernier raconte l'anecdote dans son journal. Le 3 novembre 1933, il est passé à tabac sur la place de la Savane, à Fort-de-France, alors qu'il sortait d’une représentation de cirque à laquelle il venait d'assister avec son épouse et ses deux enfants.
Le 1er janvier 1934, Aliker est enlevé, ligoté et bâillonné, et jeté à la mer. Il parvient à survivre grâce à ses talents de nageur. Il écrit à son frère Pierre qu'Eugène Aubéry a mis sa tête à prix. Le port d’arme qu’il réclame pour se protéger lui est refusé.
Le 12 janvier 1934, il est jeté à nouveau à la mer, les mains ligotées dans le dos et le corps attaché à une plaque de tôle : André est retrouvé mort sur la plage de Fond-Bourlet, sur la commune de Case-Pilote, un mois avant son 40e anniversaire.
Deux émigrés originaires de Sainte-Lucie, Moffat et Mellon, et une Martiniquaise soupçonnée d’avoir acheté la corde, sont arrêtés. La Martiniquaise est mise hors de cause. Le 22 janvier 1936, les assassins présumés d'Aliker sont acquittés par la cour d'assises de Gironde.
Son autre frère Marcel Aliker, tenant Aubéry (1879-1942) pour responsable de la mort d'André, tire sur lui avec un révolver. L'arme s'enraie. Marcel est acquitté par la cour d'assises de la Martinique sous la pression populaire.
Nombre de Martiniquais continuent de voir dans Eugène Aubéry le commanditaire du crime.

## Film
- Aliker, réalisé par Guy Deslauriers, 2009.

## Livres
- Château Aubéry, écrit par Georges Eleuthère Mauvois, K.Editions, Fort-de-France, 2008.